# Le Cirque Spirou
 (août 2025).
Motif : Absence de sources
- Archive Wikiwix
- Bing
- Cairn
- DuckDuckGo
- E. Universalis
- Gallica
- Google
- G. Books
- G. News
- G. Scholar
- Persée
- Qwant
- (zh) Baidu
- (ru) Yandex
- (wd) trouver des œuvres sur Wikidata

| 1. | Préciser le motif de la pose du bandeau. | Précisez le motif de la pose du bandeau en utilisant la syntaxe suivante : {{admissibilité à vérifier\|date=août 2025\|motif=remplacez ce texte par le motif}}                        |
| 2. | Informer les utilisateurs concernés.     | Pensez à avertir le créateur de l'article, par exemple, en insérant le code ci-dessous sur sa page de discussion : {{subst:avertissement admissibilité à vérifier\|Le Cirque Spirou}} |

Le Cirque Spirou est une série de bande dessinée franco-belge créé en 1959 par Paul Dubar et Crill dans le no 1101 du journal Spirou, et mettant en scène les personnages de Luce et Tilly, « les plus jeunes trapézistes du monde ».

## Publication

### Revues
- Rapt au cirque Spirou, publiée du no 1101 au no 1122 du journal Spirou.
- Pascal contre les espions, publiée du no 1149 au no 1169 du journal Spirou.